# Milenko Mihovilovič Eterovič
Milenko Antonio Mihovilović Eterović fue un dirigente sindical nacido en Punta Arenas, Magallanes, el 1 de octubre de 1932 en el seno de una familia de inmigrantes croatas procedentes de la isla de Brac, en Dalmacia. Sus padres fueron Antonio Mihovilovic Kusanovic y Marulina Eterovic Eterovic.
Luchador incansable, siempre con un maletín bajo el brazo, con su boina y abrigo grueso y largo, solía vérsele en las oficinas públicas y en los servicios del Estado, siempre abogando por lograr avances que favorecieran a los sindicados y a los trabajadores de Chile. Nunca perdía la oportunidad de conversar sobre alguna petición en el lugar que fuese: si es que caminando por la calle se encontraba con algún personero público relevante, no dudaba en convencerlo en la importancia de la aprobación de una ley que beneficiara al trabajador, dedicando largos argumentos para su fundamentación.
Cabe destacar que a pesar de las penas ante las injusticias, Milenko destacaba por ser un hombre estudioso y prolijo. Jamás perdió una lucha, porque fundamentada muy bien su hacer, dedicando jornadas completas a enriquecer sus propuestas con información de fuentes reales y certeras. En eso radicaba su firme convicción por defender con voz muy alta el trabajo que realizaba. En este carácter forjado con hidalguía y empeño, no faltaba la gracia de la palabra segura y honesta. Estudioso y con una voluntad incansable, a pesar del dolor de los años, no dejaba de cantar o recitar, de escribir versos y de recordar a su amada ciudad natal, Punta Arenas. Muchas veces recordaba que los vientos magallánicos le habían ayudado a mantenerse en pie. Sin duda, la experiencia de pasar la infancia en un lugar tan apartado con un clima tan severo, le permitieron valorar el esfuerzo que significa levantarse y salir adelante entre la nieve y el viento. Amaba el canto y no dudaba en hacer cantar a todo aquel que estuviera a su lado. En una ocasión, decidió pedir  a un amigo la autorización para utilizar un cancionero que él había realizado y lo entregó a todos los gendarmes de Chile para que aliviaran las penas cantando de una vida incomprendida y llena de sacrificios.

## Relevancia nacional
En 1957 los grupos que pedían el término de las concesiones de tierras a la Sociedad Explotadora, ganaron la batalla, porque el presidente de la República don Carlos Ibáñez del Campo dio por terminada la asignación de tierras fiscales a las sociedades ganaderas y de esa manera se recuperó para Chile lo que era a la sazón el latifundio más grande del mundo, que durante años había constituido una rémora para el progreso de Magallanes. La devolución de los últimos saldos arrendados y en concesión, no fue tarea fácil y en la batalla para obtenerla, según el decir del premio nacional de Historia Mateo Martinic, destacó nítidamente la acción del grupo de universitarios magallánicos, liderados por Mihovilovic. Este era un gran triunfo para aquellos jóvenes que no solo no olvidaban su patria chica, sino que, además luchaban por ella, por su gente y por su progreso. 
Ganada la batalla, los jóvenes magallánicos fueron recibidos por el presidente Carlos Ibáñez y, ante una propuesta de la máxima autoridad de entregarles a los universitarios algunas hectáreas de tierra en concesión, tomando la palabra Mihovilovic, hizo notar la importancia  que para ellos tenía su tarea, señalando que «el dominio y goce de dichas tierras debían destinarse a quienes las podían producir» y no para las personas individuales que principalmente dieron la lucha por ellas.  Tales palabras marcarían el designio de Milenko y su misión en la vida.
Terminados sus estudios sistemáticos de derecho, se enfrascó en investigar y escribir su memoria de prueba, que por aquel entonces era indispensable para optar al grado de licenciado en Derecho y al título profesional de Abogado, la cual versó sobre lo que era entonces su mayor preocupación —la subdivisión de los latifundios en Magallanes—, siendo calificada con la nota máxima.
Volcado nuevamente al interior del Servicio de Prisiones, laborando como administrativo, descubrió en el día a día que los trabajadores eran objeto de una serie de atropellos e injusticias, iniciando una lucha denodada por denunciar los maltratos que veía, denunciando y al mismo tiempo proponiendo fórmulas para su corrección. Para él, resultaba lógico crear una institución capaz de luchar, legítimamente y valiéndose de toda la legislación existente, por la defensa de los trabajadores, entregándose sin descanso a la tarea hasta alcanzar su noble fin.
En su lucha por resolver los problemas de los trabajadores del Servicio de Prisiones, con la ayuda de otros funcionarios como Mario Jacinto Márquez, Pedro Encina Saavedra y Alfredo López Cea, se dedicó incansablemente a liderar un movimiento de carácter sindical que finalmente, el 27 de junio de 1960, permitió la creación de la Asociación Nacional de Funcionarios Penitenciarios (ANFUP), cuyo objetivo fundamental era que los trabajadores del servicio pudieran ser respetados por las autoridades y tratados con la dignidad necesaria a toda persona humana. 
Echaba sobre sus hombros una tarea que nunca terminaría. Sus primeros trabajos consistieron en obtener la personalidad jurídica para la Asociación, acción que se logró en 1966 al dictarse el decreto N.º 2.060 del Ministerio de Justicia que otorgaba vida jurídica a dicha Asociación.
No contento con lo anterior, Mihovilovic también encabezó la Mutualidad de Funcionarios de Gendarmerías de Chile y, durante su gestión en 1964, se compraron los terrenos de Salto del Laja, Algarrobo y del Complejo Vacacional del Quisco que hoy lleva su nombre. Dichos lugares, terrenos y casas constituyen hasta hoy, los centros de descanso y recreación de los funcionarios de gendarmería y de sus familias, las que hasta entonces no contaban con ningún tipo de beneficios similares. 
Reelegido permanentemente por sus compañeros como Presidente de su gremio, su acción sindical no se restringió solo a trabajar por su Asociación, sino que, junto a otros líderes sindicales chilenos, se integró a la Agrupación Nacional de Empleados Fiscales (ANEF) y, más tarde, colaboró con la  Central Única de Trabajadores y con la fundación de la Central Unitaria de Trabajadores (CUT).
Como dirigente nacional de la Agrupación Nacional de Empleados Fiscales, ANEF, su participación fue fundamental, al punto que, de él y de su trabajo, decía el mítico Clotario Blest: «Fue integrante de la comisión técnica de la ANEF que yo dirigía. Cuando me alejé por la edad, acordamos con la directiva de la ANEF, presidida por Tucapel, que quedase Milenko a la cabeza».
Durante esos años se acrecentó su proximidad a Clotario, quien sería para Milenko un ejemplo a seguir en sus luchas sociales. Se forjó entre ellos una sólida amistad y una enorme afinidad que se manifestaba en una comunidad de intereses en el trabajo social y en la acción sindical, no olvidando jamás ninguno de los dos el origen cristiano de su preocupación por el otro. 
La acción gremial, sindical y el servicio social en favor de los demás, tenía en Milenko una base moral y ética que se fundaba en la doctrina social de la Iglesia y, su acción política se basaba en la idea del humanismo cristiano, el que elaborado filosóficamente por Jacques Maritain, se hacía realidad políticamente en Chile a través del Partido Demócrata Cristiano.  
Activo militante, participó siempre en las instancias partidarias donde se elaboraban las políticas sindicales del Partido a través del Departamento Sindical, siendo uno de sus principales dirigentes nacionales en múltiples ocasiones.
Tal como se mencionó previamente, Milenko como Presidente de la ANFUP, procuró y obtuvo la integración de su gremio a la ANEF y desde allí se hizo activo participante de la Central Única de Trabajadores (CUT), de la que fue Vicepresidente y Consejero Nacional muchas veces como militante de la Democracia Cristiana, haciendo notar en su actuación que el interés por los trabajadores nunca estaría por debajo de los intereses políticos. 
Durante el gobierno del Presidente Salvador Allende se dictó la ley N.º 17.594 del 4 de enero de 1972, la que concedió tanto la personalidad  jurídica a la CUT como los mecanismos de financiamiento para sus actividades, marcando con ello una suerte de trabajo mancomunado entre la Central y el Gobierno. 
El golpe militar del 11 de septiembre de 1973 puso fin a todo movimiento sindical: la CUT fue intervenida y disuelta, y la ANEF fue perseguida y posteriormente prohibida.  
Esa coyuntura sorprendió a Milenko Mihovilovic, quien estaba a la cabeza de la ANFUP y desde allí debió hacer frente a una política de la dictadura que significaba el desconocimiento de todos los derechos sindicales. La nueva forma de gobernar, se dirigía expresamente a conculcar los derechos sindicales conseguidos tras largos años de lucha. En consecuencia, se caducó la personalidad jurídica del gremio con lo que le arrebataban de golpe a los trabajadores todos los beneficios conseguidos con sacrificio y abnegación: quinquenios penitenciarios, asignaciones de riesgo penitenciario, la confiscación de los bienes raíces que eran el patrimonio sindical y de los dineros de los socios que estaban depositados en Asociaciones de Ahorro y Préstamo.
En los inicios del régimen militar, específicamente el 13 de septiembre de 1973, Milenko Mihovilovic, como Presidente de la ANFUP, fue golpeado y secuestrado para luego ser detenido en la Base Naval de Valparaíso. Este hecho de violencia, convierte -a la luz de la historia- a Mihovilovic en el primer dirigente demócrata cristiano detenido por el régimen militar, situación de la que salvó con vida, porque su amigo, el presidente Frei Montalva, al conocer el hecho de la arbitraria detención, intervino directa y oportunamente en su favor, como consta en la carta enviada por el expresidente el 4 de diciembre de 1973 al Ministro de Justicia de la época.
Frente a este hecho importa destacar que, Mihovilovic jamás hizo alarde de dichas circunstancias ni menos sacó provecho de esos acontecimientos al punto que, retornada la democracia y frente a ofrecimientos para ocupar cargos de relevancia nacional, solo pidió volver al mismo cargo del que fue apartado por el régimen militar. En otras palabras, al volver la democracia fue reincorporado al cargo de Director de Organización y Reglamento de Gendarmería, tal como lo relatan sus compañeros y su familia. Cabe manifestar que, teniendo derecho por su cargo a ocupar un vehículo fiscal, siempre rechazó tal privilegio manifestando que él era un simple trabajador más.
Pese a las prohibiciones impuestas en los años más duros de la dictadura, el líder sindical no dejó de concurrir a la sede de la ANEF de la cual era Vicepresidente, cargo que mantuvo, en pública condición, con el respaldo de sus compañeros. 
Desde la ANEF y en momentos en que nadie quería manifestarse públicamente, la palabra de Mihovilovic se oía a través de  los medios de comunicación disponibles, reclamando por la pérdida de los derechos sociales del pueblo.
Así, en 1976, estando Milenko trabajando hasta altas horas de la noche al interior de la sede de la ANEF, esta fue asaltada por los sicarios del régimen y Mihovilovic era objeto de una flagrante violación a sus derechos humanos por parte de los asaltantes que lo torturaron, quebraron e intentaron matar, prendiendo fuego a la sede nacional. Lo dejaron inconsciente y atado en el subterráneo del inmueble y, gracias a que el incendio se aplacó debido a las condiciones de humedad que tenía el lugar, él logró salvar de la muerte. 
Tras ser rescatado, sus múltiples fracturas se recuperaron en más de un mes de severa hospitalización. De los sicarios solo queda el recuerdo de la prensa, aunque investigaciones posteriores han permitido identificarlos como a funcionarios de la DINA.  
Importante nos parece reflexionar acerca del papel que jugaron las organizaciones sociales y sus dirigentes en los momentos más duros de la dictadura. Fueron ellos los que levantaron las banderas por los derechos civiles de los chilenos y se jugaron la vida oponiéndose tenazmente a todas y cada una de las arbitrariedades que se cometían contra los trabajadores y los ciudadanos.
Por ello es bueno recordar los sucesos descritos con antelación. Ejemplos como los de Mihovilovic y otros tantos dirigentes sindicales, se inscriben en la memoria colectiva y constituyen un testimonio admirable de coraje, honestidad y patriotismo en momentos en que ser oposición era un riesgo, pues se ponía en juego la propia vida.         
En este contexto, el gobierno de Pinochet había iniciado la aplicación de una política económica que golpeaba duramente a los trabajadores. Los efectos de esa política fueron la cesantía, la pérdida del poder de compra de los asalariados, el fin de las conquistas sociales en las áreas de la previsión, la salud, la capacitación y la participación popular. 
Es relevante señalar que fue a través de las organizaciones sindicales que el pueblo chileno se puso de pie, se organizó, salió a la calle, protestó y se opuso al régimen dictatorial, escuchándose la voz de Mihovilovic, reclamando por la pérdida de los derechos sociales de los trabajadores, a través de los pocos medios que respetaba la libertad de prensa en esa época a pesar de la represión: la radio Cooperativa o la Chilena. 
Los esfuerzos del régimen por terminar con cualquier asomo de sindicalismo y de protección a los trabajadores fueron en vano. La aplicación de esa política y las iniciativas de la Junta en el plano laboral, obligaron a las agrupaciones sindicales que subsistían a iniciar una lenta pero sostenida acción pública: se programaron seminarios, jornadas de estudio; se empezaron a publicar, por las organizaciones, documentos públicos respecto a la realidad económica y social de los trabajadores afiliados y se inició y desarrolló – con el apoyo de la Iglesia- una amplia actividad cultural y deportiva en todos aquellos lugares en que una organización sindical de oposición estaba bien implantada.
De las cenizas del exterminio de las organizaciones sindicales, surgieron nuevos líderes. Un grupo de sindicalistas, entre los cuales se encontraban Manuel Bustos, Juan Manuel Sepúlveda, Hernán Mery, Rodolfo Seguel y el propio Milenko Mihovilovic, plantearon públicamente su oposición a la política económica y laboral del régimen y a partir de ello, fundaron el “Grupo de los Diez”, que constituyó la primera manifestación social de confrontación pública a nivel nacional, frente al gobierno establecido. Milenko y sus compañeros consolidaron un referente de opinión y cuestionamientos que desbordaba el campo sindical. Se fijaban objetivos comunes, desarrollaban una política interna y una estructura orgánica. Su dirección estuvo siempre sometida a una coacción sistemática que se expresaba en destierros y encarcelamientos.
En esos mismos momentos, la Iglesia aparecía haciendo importantes esfuerzos para reunir a dirigentes sindicales, aunque profesaran diferentes credos religiosos y militaran en diversos partidos, por medio del Comité de la Paz que más tarde se transformaría en la Vicaría de la Pastoral Obrera. 
A la vera de esta acción eclesial, emergen otros grupos de sindicalistas que evolucionaron a medida que aumentó la importancia de la lucha democrática. Uno de ellos es el “Grupo de los Siete” que poco a poco define sus objetivos políticos y acrecienta su fuerza y su prestigio.
Se producen entre el “Grupo de los Diez” y el “Grupo de los Siete” grandes coincidencias, lo que permitió asegurar que, sumadas sus respectivas representaciones, los dos conglomerados controlaran sindicalmente al 90 % de los trabajadores organizados. Esas convergencias, en especial las que decían relación con el rechazo a la legislación que imperaba, hizo posible que ambos grupos realizaran en conjunto sucesivas jornadas conmemorativas del 1 de mayo.
Dichas coincidencias, se habían hecho posibles, fundamentalmente, por exigencias de las bases, ya que la represión, la cesantía, los despidos arbitrarios, las quiebras de empresas, la falta de libertades y las dificultades económicas afectaban a todos los trabajadores por igual, cualquiera que fuese su signo ideológico.
Mientras tanto, la Junta de Gobierno intentaba llevar adelante una política laboral, cuyo fin era cambiar el sentido del accionar sindical, unido a las disposiciones legales que involucraban pérdidas de conquistas históricas de los trabajadores; entre las que cabe señalar: el aumento de la jornada de trabajo en cuatro horas, las facultades para poner término a las labores de los trabajadores del Sector Público, el plan de empleo mínimo que ocupa a 150.000 trabajadores y la prohibición de realizar huelgas para los trabajadores del sector público. Dichos acontecimientos hizo que los sindicatos, en especial el “Grupo de los Diez”, se opusiera cada vez más a la política de la dictadura.
La relevancia histórica de estas organizaciones se expresa en el hecho que incubaban el nacimiento de una unidad del movimiento sindical, plasmada en un verdadero programa unitario para la alternativa democrática, ya que permitieron, a través de sus luchas, la conformación y actuación de partidos políticos que (disueltos por la dictadura) hasta entonces habían estado ausentes en la lucha contra el régimen dictatorial. Es que, debemos decirlo una vez más, fueron estas las organizaciones que sustentaron y dieron origen a los movimientos y a los programas de recuperación democrática que reemplazarían a la dictadura y, en ese transitar, el movimiento sindical jugó un rol superior en la construcción de alternativas que permitieron la reconstrucción institucional del país.  
Cabe entonces preguntarse; 
¿Cuál fue el papel que jugó Milenko Mihovilovic en la ANEF y en el Grupo de los Diez? 
La ANEF ha sido, durante su historia, baluarte de la lucha social y sindical por la defensa de los principios de la dignidad del trabajador, la justicia social, la democracia y la participación; y que durante su trayectoria como organización legítima, unitaria y representativa de los trabajadores fiscales chilenos, ha formado a figuras señeras del movimiento sindical del país como Clotario Blest, Tucapel Jiménez y Milenko Mihovilovic. 
Mihovilovic, además de ser un activo dirigente en terreno, destacaba por ser estudioso y persistente. Buena parte de ello se debía a su condición de Licenciado en Derecho, cuestión que lo distinguía respecto de sus compañeros. En esos momentos, el tema que más le interesaba era el de la Previsión Social que se encontraba amenazada por una legislación que quería imponer la dictadura. Por eso analizaba en profundidad diversos aspectos del tema y elaboraba y publicaba un sinnúmero de trabajos académicos como “Antecedentes sobre el deterioro de las remuneraciones de los trabajadores, con cifras comparadas, equivalencias y análisis”, “La situación económica de los sectores pasivos”, “Indicadores varios de las Cajas de Previsión antiguas y sobre las actuales Administradoras de Fondos de Pensiones” y con posterioridad publica un libro denominado “1000 datos: 15 años de Retroceso para el Trabajador y su Organización”, del que se vendieron más de 10.000 ejemplares de una primera edición, a pesar de no contar con una campaña de difusión masiva, pues en esta obra se hacía hincapié en las injusticias de la implementación del naciente sistema de AFP.
Milenko, desde la ANEF y del “Grupo de los Diez” trabajó denodadamente en esa línea, mostrando los problemas y pesares que traerían a los trabajadores hacerse parte de este sistema. De este modo y gracias a una voluntad férrea por dar cuenta de las injusticias del sistema, hacía intervenciones en la prensa, llamando a los trabajadores a no cambiarse de previsión, es decir, a no pasarse a las AFP, pues sería nefasto para el bolsillo de los trabajadores y sus familias'. Y así ocurrió en la realidad.
Mihovilovic, aseguraba entonces que “con las AFP se rompen los grandes principios que sirven de fundamento a la Previsión mundial”, es decir: 
a. El principio de la Universalidad, ya que toda persona por ser tal tiene derecho a la seguridad social; 
b. El principio de la Integridad o suficiencia, es decir que la protección debe cubrir todo estado de necesidad, adecuada, oportuna y eficaz; 
c. El principio de la Uniformidad, en el que un mismo estado de necesidad es satisfecho con la misma prestación; 
d. El principio de la Solidaridad, quiere decir que cada persona debe contribuir conforme a su capacidad y debe recibir un mínimo de acuerdo a sus necesidades; 
e. El principio de la Subsidiaridad, en que el Estado debe garantizar el adecuado funcionamiento del sistema; 
f. El principio de la Internacionalidad, esto significa que los derechos, obligaciones, beneficios e instituciones de seguridad social de cada país, deben adecuarse a un sistema unitario internacional.
Los predicados del experto en Previsión decían que: “con la creación de las AFP se da vida a un sistema de pensión donde el patrón no aporta absolutamente nada. Todo debe solventarse con el pago o aporte del trabajador. Es decir, termina el sistema de reparto, de solidaridad. En el antiguo sistema aportaba el trabajador, el patrón o empleador y el Estado. En consecuencia, había una Previsión de financiamiento compartido o balanceado: tripartito. Existían múltiples cajas de Previsión lo que era un defecto del sistema. Se señala que la antigua Previsión estaba totalmente desfinanciada. Pero nunca se mostró un estudio serio respecto del verdadero estado de situación de la Previsión antigua”.
Milenko fue el primer dirigente que advirtió sobre los problemas del sistema y los efectos negativos que tendrían para la Previsión en Chile, cuestión que se refleja en el actual debate nacional. Para él los grandes principios que han sido columnas de intención de la Seguridad Social son irrenunciables:  “Por ello es que desde que se vio la idea de que podrían crearse sociedades para la Administración de los Fondos de Pensiones de los Trabajadores, nos opusimos tenazmente”.
Las luchas de Mihovilovic fueron muchas y las que dio desde la ANEF, el Grupo de los Diez y la CUT, en particular por temas referidos a la Previsión Social, que por su actualidad incluimos extensamente, representan solo son un reflejo de sus preocupaciones. También se ocupó de la salud y de la reforma que se hacía del sistema y la situación carcelaria que entonces tenía Chile.
En lo humano, sus compromisos con los sindicatos y sus personeros siempre eran más de lo que se podía dar y así, en varias ocasiones le tocó auxiliar a su maestro Clotario Blest Riffo.  El viejo líder no era dable a recibir ayuda de quien no respeta en lo íntimo.  En ocasión de su enfermedad más grave, viviendo solo y ya sin fuerzas y, atendido por su asistente Oscar Ortiz, viendo este que no le era posible seguir cuidándolo sin ayuda médica, decidió llamar a Mihovilovic para que los socorriera.  Al respecto Ortiz dice lo siguiente: «Llamamos al padre Alfonso Baeza, Vicario de la Pastoral Obrera y a Milenko Mihovilovic, de la ANEF, que de común acuerdo ordenaron su traslado a la clínica privada INDISA, el 27 de abril de 1986. Nos exigieron, antes de hospitalizar al enfermo, una alta suma de dinero que ninguno de nosotros tenía. Ante ese escollo, Milenko decidió firmar letras en las cuales se comprometía a pagar lo exigido. Pero sin duda su firma no ofrecía garantía, pues no contaba con patrimonio». 
El enfermo, que no soportaba estar hospitalizado, intentó volver a casa y por ello «fue sorprendido una noche movilizándose a pie descalzo y en camisón tratando de arrancarse por una escala».  Los encargados de la clínica llamaron a Mihovilovic para que lo trasladaran lo antes posible a otro centro asistencial y se cancelaran los gastos ocasionados hasta entonces. Milenko consiguió que se postergase el pago de lo adeudado por quince días y decidió formar un “Comité Pro Ayuda a Clotario Blest” con el objeto de recolectar fondos para pagar las deudas de su enfermedad, lo que dio resultados después de solicitar ayuda a organizaciones sindicales y de Iglesia.  
Queda claro que la sintonía entre Blest y Mihovilovic no era solo una concordancia de afectos sindicales, sino que una verdadera amistad forjada a la luz de los principios que guiaban a ambos sindicalistas.
Es que, al igual que Blest, cuando se trataba de auxiliar al desvalido, Milenko no vacilaba en ayudar, aún a expensas de tener que responder con un patrimonio que no tenía ni soñaba con tener. El sentido de la solidaridad sindical y de la caridad cristiana era fuerte en él y formaba parte de su vida diaria.
Pese a sus trabajos extenuantes y a las persecuciones que sufrió, jamás descuidó el cuidado de su familia, preocupándose siempre del estudio de sus hijos y del bienestar de su mujer y de sus hermanos.   
Con el regreso de la democracia, Mihovilovic hizo renacer la ANFUP logrando que se le reconociera nuevamente la personalidad jurídica perdida, por Decreto N.º 253 del Ministerio de Justicia publicado el 27 de marzo de 1991, y se otorgaran beneficios a los trabajadores como los emanados de la ley N.º 19.195, que adscribió al personal de Gendarmería al Sistema Previsional de DIPRECA, y la ley N.º 19.538, que establecía la asignación de turnos para el personal de Gendarmería.
Tras la recuperación democrática y siendo uno de los líderes sindicales más importantes del país, en 1991 fue elegido como el primer Presidente Nacional de la ANEF por votación de sus compañeros, elección en la que participaron todos los empleados públicos de Chile de Arica a Punta Arenas. Orgulloso del resultado obtenido, Mihovilovic declaraba:  “Dios quiso que fuera yo un humilde servidor y un presencial testigo, durante más de 40 años, desde los puestos más lejanos hasta la Presidencia Nacional de la ANEF, con una inmensa votación que me entregaron en la primera elección directa nacional de todos los Empleados Públicos de Chile”. Finalmente, se cumplía con el designio de Clotario Blest y Tucapel Jiménez
Durante el ejercicio de esa presidencia la ANEF logró, con su trabajo y accionar a favor de la justicia y equidad social, la aprobación de las leyes N.º 19.296 que establece normas sobre Asociaciones de Funcionarios de la Administración del Estado y que fuera promulgada, el 28 de febrero de 1994 por el presidente de la República, don Patricio Aylwin Azócar y, publicada el 14 de marzo de 1994; la ley N.º 19.557 que concede Asignación de Modernización al Sector Público, que fuera promulgada el 28 de enero de 1998 por el presidente de la República, don Eduardo Frei Ruiz-Tagle y publicada el 4 de febrero de 1998.
Hitos que marcaron su vida
Estudió las primeras letras en el Colegio Salesiano San Juan Bosco y, luego, continuó los de humanidades en el Liceo Salesiano San José, ambos de la ciudad de Punta Arenas. Allí no sólo estudió sino que además perteneció al grupo de exploradores salesianos. También como fiel cristiano y joven de iglesia participó de la Acción Católica.
Preocupado por la situación económica de su familia y por el esfuerzo que su padre llevaba a cabo para mantenerla, decidió abandonar sus estudios regulares al pasar a tercer año de humanidades para incorporarse al trabajo en la empresa de sus parientes -los Kusanovic- desempeñándose como empleado administrativo de la firma, al mismo tiempo que continuaba sus estudios en el Liceo Nocturno recién creado en la ciudad.
Cabe señalar que ese Liceo se formó gracias a la preocupación que algunas personas, entre ellas el propio Milenko, expresaron a los profesores del Liceo fiscal de la ciudad, haciendo notar la conveniencia de crear ese establecimiento a fin de poder satisfacer la demanda de jóvenes, que por diversas razones, debían trabajar de día y estudiar de noche.
Su temprano ingreso al mundo laboral, le abrió los ojos frente a una sociedad en donde los trabajadores muchas veces eran explotados por sus empleadores, especialmente, por no contar con leyes que le permitieran una mayor seguridad social. A ello, a terminar con esas injusticias y a brindarle a los trabajadores mayores seguridades sociales que pudieran aliviarlos, dedicará desde entonces su vida Milenko Mihovilovic. 
Concluidas las humanidades, viajó a Santiago, donde ya se encontraba su hermano mayor para proseguir los superiores de derecho en la Universidad de Chile.
Ser estudiante de provincia en Santiago no era tarea fácil y el sacrificio económico para la familia era enorme, pues había que enviar dineros suficientes como para pagar techo, comida y gastos propios de la manutención de un alumno, máxime cuando los estudiantes universitarios de la familia Mihovilovic de Punta Arenas, eran dos: Israel y Milenko.
Inquieto, creativo y pujante, como fue siempre desde niño, no se contentaba con vivir con lo que enviaba su padre y se decidió a buscar trabajo para poder contribuir con algo a la provisión de la familia. Un día al pasar por la calle Lastarria, vio un aviso de oferta de empleo para una oficina que resultó ser del entonces Servicio de Prisiones (actual Dirección de Gendarmería); preguntó por él y como vio que con media jornada podía paralelamente continuar con sus estudios, lo tomó y sin haber tenido recomendación de personalidad alguna (cosa que entonces se acostumbraba) y con solo el mérito de sus capacidades, comenzó su nueva vida laboral. 
Ingresado al servicio de Prisiones y trasladado a vivir con su hermano, más cómodamente en una casa de la calle General Jofré esquina Lira, se dedicó no solo al estudio y al trabajo; sino también, a ocupaciones que decían relación con sus intereses de acción social y política, orientadas a favorecer causas que beneficiarían a la población más necesitada. Dichas acciones se encontraban precedidas desde su infancia en Punta Arenas por un anhelo de justicia y de organización social que lo llevaron a impulsar obras, que en esos tempranos años, forjaron la estampa de su futuro liderazgo: la fundación de la Falange Nacional («casi de pantalones cortos», como siempre repetía él) o la agrupación de fútbol de la ciudad.
La muerte de su padre y la venida a estudiar a Santiago de su hermana menor, llevaron consigo que su madre migrara también a la capital, instalándose en una casa de la calle Santa Isabel que a partir de entonces se constituyó en la sede, oficina y estancia obligada de los hermanos Mihovilovic y, naturalmente, de sus amigos y compañeros de ilusiones. Allí se fraguaron ideales, allí se consolaron los pesares, allí se construía el futuro para el movimiento sindical chileno. 
Instalado en Santiago, formó -junto a otros compañeros- el Comité Universitario de Defensa de Magallanes, que presidió y encabezó hasta conseguir sus objetivos. Definidos como portavoces de los legítimos intereses regionales, luchaban por extinguir los privilegios de los que gozaba la Sociedad Explotadora de Tierra del Fuego. La lucha de los jóvenes se centraba en solicitar al gobierno, que terminara con las concesiones de tierras fiscales que se hacían en favor de dicha Sociedad, que a la sazón era, la empresa agrícola privada que contaba con mayor cantidad de terreno para la cría de ganado lanar en el mundo.
Los universitarios magallánicos deseaban que esas concesiones terminaran y que esas tierras fiscales fuesen adjudicadas, en arriendo o concesión, a familias magallánicas que con su trabajo, produjeran mayores beneficios a la ciudad y a la región.
Milenko Mihovilovic, tras el trágico accidente que sufriera su mujer Ermelinda Olguín en Madrid el año 2003, empieza a empeorar de salud, hasta el punto de caer en una cama del hospital de DIPRECA.  Fruto de una trombo-embolia pulmonar, dejó de existir el 19 de julio de 2009.  El líder sindical, que según sus propias palabras era «solo un dirigente de aquellos que han tenido la paciencia y la constancia para permanecer en la organización durante todos estos años, de cara al temporal, sin otra esperanza que la de dedicarse a vivir esperanzando a los compañeros, sin otro apoyo que estar seguro de ser fiel a la verdad»; fue despedido multitudinariamente por sus compañeros y por los ciudadanos que se sintieron conmovidos con su partida y recordaron que su quehacer benefició a sus familias. Muchos fueron los discursos y en todos se destacó la lucha incansable por los derechos de los trabajadores, la honestidad de sus palabras, su formación ilustrada y su forma austera de vida.
Milenko, un hombre que viendo las grandes injusticias que en carne propia vivían los trabajadores de este país, decidió hacerse parte de ese dolor y aportar con sus estudios y su convocatoria a la lucha, la posibilidad de darles una mejor calidad de vida, validando la dignidad de la persona y de sus familias. Sus obras, finalmente, contribuyeron al bienestar de Chile. 
Para terminar cabe otra sentida nota. La iniciativa de poner el nombre de Milenko Mihovilovic a una calle de Santiago, nació de una idea planteada por el exvicario Alfonso Baeza quien en sesión solicitada ante la propia Alcaldesa de Santiago, Carolina Tohá, patrocinara lo que consideraba de justicia para la memoria de nuestro país, constituyendo esta una de las últimas gestiones que realizara en vida, pues un día después el 'padre Baeza', falleció el 5 de diciembre de 2013 debido a la enfermedad que le aquejaba desde hacía más de un año. Es así, que en consideración también a su memoria, los dirigentes de la Asociación Nacional de Empleados Fiscales - ANEF – la ANFUP y la propia Iglesia Católica, erigen esta iniciativa a través del Vicepresidente de la Conferencia Episcopal P. Alejandro Goic.